# 20000 за трошак
20.000 за трошак је југословенски телевизијски филм из 1963. године. Режирао га је Славољуб Стефановић Раваси а сценарио су написали Владимир Диховичниј и Морис Слободској.

## Улоге
| Глумац             | Улога |
| ------------------ | ----- |
| Милутин Бутковић   |       |
| Томанија Ђуричко   |       |
| Љубица Јанићијевић |       |
| Растислав Јовић    |       |
| Мира Николић       |       |
| Велимир Суботић    |       |
| Душан Тадић        |       |
| Растко Тадић       |       |